# Заза Пачулия
Заур (Заза) Пачулия е бивш грузински баскетболист, играел като център в различни отбори в НБА. Дългогодишен капитан на грузинския национален отбор, с който участва на Евробаскет през 2011, 2015 и 2017 г. Притежава и турско гражданство.
Прякорът му Балбоа е даден от Кевин Гарнет след двубой между Атланта Хоукс и Бостън Селтикс през 2008 г.

## Кариера
Започва кариерата си в турския Юлкерспор, с който подписва договор, когато е на 15. Освен това става част от младежкия национален отбор на Грузия. През 2003 г. Пачулия участва в драфта на НБА и е изтеглен под номер 42 от тима на Орландо Меджик. В дебютния си сезон изиграва 59 мача, в които записва 3.3 точки и 2.9 борби средно на мач. След края на сезона е обменен в Милуоки Бъкс. Грузинецът трудно се добира до стартовия състав и започва само 4 пъти като титуляр в 74 мача. Показателите на центъра в сравнение с миналия сезон се покачват.
През 2005 г. преминава в Атланта Хоукс, където играе в продължение на дълги години. През сезон 2005/06 е титулярен център на Атланта, записва средно по 31.4 минути на паркета, в които отбелязва по 11.2 точки и взима по 7.9 борби. Пачулия започва като титуляр и сезон 2006/07, но скоро е изместен от Лорензен Райт. След пристигането на Ал Хорфорд в тима, грузинезът е използван предимно като ротация. През 2009 г. удължава договора си.
През 2011 г. по време на локаута в НБА играе за кратко в Галатасарай. След като се завръща в Хоукс получава повече игрово време, но тимът не успява да се класира за плейофната фаза. През 2013 г. договорът на Пачулия изтича и центърът остава свободен агент.
На 17 юли 2013 г. се завръща в Милуоки Бъкс. На 20 март 2015 г. записва рекодните си 22 точки и 21 борби в лигата в друбой с Бруклин Нетс. През сезон 2014/15 играе в плейофите за първи път от 2011 г., но „елените“ отпадат още в първия елиминационен кръг.
През лятото на 2015 г. става част от Далас Маверикс. Дебютира с дабъл-дабъл срещу Финикс Сънс (10 точки и 10 борби). Грузинецът прави един от най-силните сезони в кариерата си и дори е претендент за участие в Мача на звездите. На 3 февруари 2016 г. записва своя 22-ри „дабъл-дабъл“ за сезона, с което подобрява личния си рекорд, записан с екипа на Атланта.
През 2016 г. е обменен в Голдън Стейт Уориърс, където замества напусналия Андрю Богът. Пачулия пасва в схемата на треньора Стив Кър и се налага като твърд титуляр. През сезон 2016/17 за първи път в кариерата си Заза става шампион на НБА. През сезон 2017/18 „войните“ отново печелят титлата. Приключва кариерата си в Детройт Пистънс.

## Успехи
- Шампион на Турция – 2001
- Купа на Президента – 2001, 2002, 2003
- Купа на Турция – 2003
- Шампион в НБА – 2017, 2018